# Batalla de Guidjel (1638)
La batalla de Guidjel, que a veces se ha denominado batalla de Guedjal, fue un enfrentamiento entre la regencia de Argel y los señores feudales del Beilicato del Este, entre ellos el jeque Ahmed ben Sakheri ben Bouokkaz, cheikh el arab del Beilicato, y Betka-el-Moqrani, sultán del Reino de Labes.
La batalla tuvo lugar en 1638 en un contexto de cuestionamiento de la autoridad de la regencia de Argel por parte de los jefes tribales y feudales del este de Argelia, conocido como la «revuelta de Ben Sakheri». La batalla enfrentó a una coalición de tribus, incluyendo nómadas que infligieron una severa derrota a los ejércitos del Bey de Constantina y a los refuerzos de Argel.